# The Quill (software)
The Quill (lett. "La penna"), presentato anche come The Quill Adventure System o The Quill Adventure Writing System e nelle versioni americane AdventureWriter, è un software per lo sviluppo di videogiochi di avventura testuale su home computer a 8 bit senza necessità di conoscenza della programmazione. Venne pubblicato dall'azienda britannica Gilsoft nel tardo 1983 per ZX Spectrum 48k, nel 1984 circa per Amstrad CPC, Apple II, Atari 8-bit, Commodore 64 e Oric 48k e nel 1986 per Acorn Electron e BBC Micro. Una versione uscì anche per il computer a 16 bit Sinclair QL. In Nord America venne pubblicato come AdventureWriter dalla CodeWriter di Chicago. The Quill, lodato dalla critica, venne ampiamente utilizzato anche a livello professionale, per la produzione di centinaia di avventure commerciali. Fu seguito da Professional Adventure Writer nel 1986.

## Funzionalità
The Quill è in grado di produrre avventure puramente testuali, mentre la grafica poté essere aggiunta successivamente con il programma separato The Illustrator. Nei giochi prodotti, l'interprete può accettare comandi di due parole al massimo, del tipo "verbo oggetto". Il vocabolario dei termini riconosciuti è definibile dall'utente, con la possibilità di impostare anche sinonimi. Il numero totale di luoghi visitabili può arrivare a oltre 250.
L'ambiente di sviluppo di The Quill è composto da menù di puro testo, controllati inserendo da tastiera le lettere relative alle varie voci. Attraverso vari sottomenù si manipola il database che rappresenta l'avventura. Si possono inserire, visualizzare e modificare tutti i testi, e definire le varie tabelle di elementi costitutivi, come luoghi, comandi, messaggi, oggetti; ogni elemento di una tabella è rappresentato internamente da un indice numerico che parte da 0 e può arrivare a circa 255. Gli spostamenti possibili del personaggio si definiscono come serie di collegamenti per ogni luogo, ad es. "N 3" indica che dal luogo attuale il giocatore può andare a nord giungendo al luogo 3. Si definiscono inoltre flag di stato ed eventi in risposta a comandi e condizioni; è disponibile tra l'altro la condizione chance che introduce la casualità. Dal menù principale si può caricare, salvare e collaudare l'avventura.
Il gioco realizzato può essere salvato su disco o nastro anche come programma in linguaggio macchina completamente autonomo, che non necessita di The Quill per essere giocato. La Gilsoft consentiva la libera pubblicazione anche commerciale dei giochi prodotti, richiedendo soltanto che venisse dato credito che il programma era stato sviluppato con The Quill.
L'interfaccia del programma è in inglese, ma i giochi prodotti possono essere in qualsiasi lingua con caratteri latini. Sono note anche versioni con l'interfaccia tradotta: in francese almeno per Atari 8-bit, edita dalla Sofitec, e in danese, norvegese e svedese edita dalla norvegese Norace.
La memoria totale a disposizione dell'utente per l'avventura prodotta varia a seconda della piattaforma, tra i 20 e i 30 kB circa per i computer più diffusi.

## Storia
Il programma venne sviluppato da Graeme Yeandle e prodotto dall'azienda Gilsoft di Barry, ricordata soprattutto per The Quill e per la sua successiva evoluzione Professional Adventure Writer; l'azienda pubblicò anche diversi videogiochi e altri programmi, in buona parte avventure testuali per ZX Spectrum realizzate con The Quill stesso.
Graeme Yeandle venne prima ingaggiato dalla Gilsoft per creare un'avventura testuale. Sviluppò Timeline per ZX Spectrum, basandosi dal punto di vista tecnico su un articolo della rivista Practical Computing, completamente in assembly. Tuttavia era evidente che sullo Spectrum a cassette, anche solo per piccole modifiche al database dell'avventura, i processi di sviluppo erano lenti. Yeandle pensò quindi di crearsi un software di supporto, e in seguito che poteva essere commercializzato. Sviluppò così The Quill, interamente in assembly, e il primo titolo commerciale che creò con esso fu Magic Castle.
Professional Adventure Writer, realizzato sempre da Graeme Yeandle in collaborazione con la Gilsoft, uscì nel 1986 come seguito autonomo, ma solo per ZX Spectrum e CP/M. Introdusse tra l'altro un parser in grado di capire comandi del giocatore più complessi.
Tim Gilberts della Gilsoft e Yeandle lavorarono poi anche a un prodotto di terza generazione chiamato SWAN (System Without A Name, "Sistema senza nome"), ma per l'editore Delta 4. Tuttavia SWAN non fu commercializzato e venne utilizzato per produrre un solo gioco, Mindfighter, a causa del calo di interesse che colpì le avventure testuali alla fine degli anni '80, in favore delle avventure grafiche.

## Espansioni
Nel 1984 la Gilsoft pubblicò The Illustrator per ZX Spectrum, convertito anche per Commodore 64 e Amstrad CPC nel 1985, un programma a sé stante ma adatto a lavorare solo in abbinamento a The Quill. Scopo del programma è creare e aggiungere illustrazioni grafiche alle avventure già realizzate con The Quill. The Illustrator si controlla tramite menù in modo simile al predecessore; dal menù principale si carica il database dell'avventura e si può quindi associare a ogni luogo un'immagine. Ogni disegno occupa tra i 100 e i 600 byte di memoria e per risparmiare è possibile definire elementi grafici che si ripetono più volte. L'editore grafico, non molto versatile, si basa su due cursori, uno stabile e uno mosso con i tasti, con i quali creare grafica vettoriale. Sono disponibili tre tipi di colorazione e 255 tipi di ombreggiatura.
Nel 1985 uscì The Patch per ZX Spectrum, altro programma a sé stante da usare in abbinamento a Quill e Illustrator. Permette di impostare, nelle avventure già illustrate, lo schermo diviso in due parti con testo e immagine insieme; altrimenti, con i programmi base vengono mostrati uno alla volta, separati dalla pressione di un tasto. Permette inoltre di aggiungere altre funzionalità alle avventure, tra cui la possibilità di salvataggio della partita in RAM, alcuni effetti sonori, tipi di carattere alternativi.
Nel 1986 uscì The Press per ZX Spectrum, che oltre a includere le funzionalità di The Patch fornisce un sistema di compressione dei testi che consente significativi risparmi di memoria.
L'azienda britannica Kelsoft produsse indipendentemente due programmi di supporto a The Quill per ZX Spectrum nel 1986: The Fix, che aggiunge i comandi Parse / Wait / Add / Sub / Perform, e Mini-Fix, che aggiunge solo Parse / Wait

## Videogiochi
Centinaia di videogiochi sviluppati con The Quill vennero pubblicati commercialmente fino ai primi anni '90, anche da editori celebri, come Firebird, CRL Group e Melbourne House. Solo per lo ZX Spectrum si conoscono circa 500 titoli; altre piattaforme comuni furono Commodore 64 e Amstrad CPC. In gran parte sono avventure in inglese prodotte nel Regno Unito, ma uscirono anche titoli in altre lingue, in particolare molti titoli originali in italiano per ZX Spectrum e Commodore 64, all'interno delle collane da edicola Epic 3000, Viking ed Explorer.
I seguenti sono alcuni dei titoli commerciali più rilevanti sviluppati con The Quill:
- Adventures of Barsak the Dwarf
- Africa Gardens
- Beatle Quest
- The Big Sleaze
- Bored of the Rings
- The Boggit: Bored Too
- Bugsy
- Claws of Despair
- The Colour of Magic
- Demon from the Darkside
- Denis Through the Drinking Glass
- Devil's Island
- Diamond Trail
- Dodgy Geezers
- Dracula
- Faerie
- Hampstead
- The Helm
- Ice Station Zero
- Loads of Midnight
- Madcap Manor
- Magic Castle
- Mindbender
- Murder off Miami
- Paradox
- Pilgrim
- Quann Tulla
- The Quest for the Golden Eggcup
- Robin of Sherlock
- Scoop!
- Seabase Delta
- The Secret of St. Brides
- The Snow Queen
- Spyplane
- Subsunk
- Terrormolinos
- Tower of Despair
- The Very Big Cave Adventure
- Wolfman
- The Zacaron Mystery